# لين تايلور
لين تايلور هو سياسي كندي، ولد في 16 يناير 1952 بنورث باتلفورد في كندا. حزبياً، نشط في Saskatchewan New Democratic Party ‏. وقد انتخب عضو المجلس التشريعي من ساسكاتشوان وانتخب عضو مجلس العموم الكندي.

## وصلات خارجية
- الموقع الرسمي